# Österreichische Friedrich und Lillian Kiesler-Privatstiftung
Die Österreichische Friedrich und Lillian Kiesler-Privatstiftung, kurz Friedrich Kiesler Stiftung in Wien ist zentraler Aufbewahrungsort für den Nachlass des österreichisch-amerikanischen Architekten Friedrich Kiesler und ein öffentliches Kulturzentrum. Es befindet sich  im 6. Wiener Gemeindebezirk.

## Geschichte
Die Stiftung wurde 1997 mit dem Erwerb des Nachlasses von Friedrich Kiesler durch die Republik Österreich und die Stadt Wien sowie durch die Hilfe privater Stifter gegründet. Ihre Aufgabe ist es, das Erbe des österreichisch-amerikanischen Architekten zu erforschen und der aktuellen Architektur- und Kunstproduktion einzuschreiben.
Die Bedeutung Friedrich Kieslers beruht im Besonderen auf seiner interdisziplinären Werkauffassung. Seine künstlerische Arbeit basiert auf der Idee des Zusammenwirkens von Architektur, Theater, Design, Wissenschaft und Bildender Kunst. So entstand ein reichhaltiges Werk künstlerischer Innovation, das seine Zeitgenossen ebenso wie die folgenden Generationen beeinflusste. Kieslers Werk zählt heute zu einer zentralen Einflussgröße in Architektur, Kunst und Theorie, vor allem in Hinblick auf das Potential seiner utopistischen Ideen.

## Aktivitäten
Die über 18.000 Dokumente des Archivs, darunter Schriften, Pläne, Zeichnungen und Fotografien, belegen eindrucksvoll die Entwicklung von Kieslers Schaffen: Von der europäischen Avantgarde der 1920er Jahre bis hin zu den großen Entwürfen der amerikanischen Nachkriegsmoderne. Die Friedrich Kiesler Stiftung stellt jährlich in mehreren themenspezifischen Ausstellungen das Werk Kieslers einer breiten Öffentlichkeit vor und ist Leihgeberin zahlreicher internationaler Museen und Institutionen. Regelmäßig wird auch das Schaffen zeitgenössischer Künstler dem Œuvre Kieslers gegenübergestellt. Die Friedrich Kiesler Stiftung veranstaltet Symposien und Vortragsreihen und publiziert die Ergebnisse ihrer Forschungs- und Ausstellungstätigkeit.
Auf ausdrücklichen Wunsch von Friedrich Kieslers zweiter Frau Lillian wurde 1997 der Österreichische Friedrich Kiesler-Preis für Architektur und Kunst ins Leben gerufen. Alle zwei Jahre wird diese mit 55.000 Euro dotierte Auszeichnung alternierend von der Republik Österreich und der Stadt Wien verliehen und die Durchführung von der Friedrich Kiesler Stiftung organisiert. Eine internationale Expertenjury von Theoretikern, Künstlern und Architekten vergibt den Preis für „hervorragende Leistungen im Bereich der Architektur und der Künste, die den innovativen Auffassungen Friedrich Kieslers und seiner Theorie der ,correlated arts' entsprechen, in jenem grenzüberschreitenden Sinn, der die etablierten Disziplinen der Architektur und der Künste verbindet.“

## Direktion und Vorstand
Seit Juli 2021 leitet Gerd Zillner als Direktor die Friedrich Kiesler Stiftung. Seine Vorgänger waren Peter Bogner (2013–2021), Monika Pessler (2003–2013) und Eva Kraus (2001–2003).
Der achtköpfige Vorstand setzt sich aus Vertretern der privaten Stifter, der Stadt Wien sowie der Bundesministerien für Kunst und Kultur, Wissenschaft und Finanzen zusammen. Langjähriger Vorstandsvorsitzender und Gründungspräsident ist Dieter Bogner. Im Mai 2013 übernahm das Amt des Vorstandsvorsitzenden der New Yorker Architekt und Kiesler-Preisträger Hani Rashid. Ihm folgte die Architektin Elke Delugan-Meissl.